# Helena Poniatowska
Helena Poniatowska   (c. 1656 - Varsòvia, 1732) (nascuda cap a 1656, morta l'1 d'octubre de 1732 a Varsòvia), filla de Baltazar Niewiarowski i Zuzanna Czaplińska, àvia del rei polonès Estanislau August Poniatowski.

## Biografia
El 8 de gener de 1673, es va casar a "Cześnik Wyszogrodzki" amb Franciszek Poniatowski. Quatre fills provenien d'aquest matrimoni:
- Józefa, "Cześnik Wyszogrodzki"
- Estanislau, castellà de Cracòvia.
- Michała Jacentego, dominic.
- Zofia.

Cap al 1693, el marit d'Helena, Franciszek Poniatowski, va morir. Després de quedar vídua, el 1705 va entrar al noviciat al convent de visites a la Santíssima Mare de Déu a Varsòvia, on va prendre el nom de Maria. Helena va acceptar els vots religiosos el 1706.